# Cryptocentrus inexplicatus
Cryptocentrus inexplicatus är en fiskart som först beskrevs av Herre, 1934.  Cryptocentrus inexplicatus ingår i släktet Cryptocentrus och familjen smörbultsfiskar. Inga underarter finns listade i Catalogue of Life.